# رکان الخالدی
رکان الخالدی (انگلیسی: Rakan Al-Khalidi؛ زاده ۲۱ اکتبر ۱۹۸۸) یک بازیکن فوتبال اهل اردن است.
وی همچنین در تیم ملی فوتبال اردن بازی کرده است.